# Савинченко, Наум Васильевич
Нау́м Васи́льевич Савинче́нко (также Савенков; 13 декабря 1900, слобода Новая Мельница, Острогожский уезд Воронежской губернии — 5 февраля 1982, Москва) — советский историк КПСС, кандидат исторических наук, профессор МГУ.

## Биография
Из семьи воронежского крестьянина-субботника Василия Ивановича Савенкова. Семья в 1911 году перебралась в Сибирь, где занималась крестьянским хозяйством в селе Бражное, недалеко от Канска. Участник Гражданской войны. В 1919 году был призван в Красную Армию, службу начал в 30-й Иркутской «железной» дивизии, которой командовал В. Блюхер. Красноармеец, политбоец батальона. В ноябре 1920 года форсировал Сиваш, штурмовал Перекоп, за что был награждён орденом Боевого Красного Знамени из рук М. Фрунзе. Демобилизован после лечения от ран и тифа в октябре 1922 года, вернулся в семью. Работал секретарем сельсовета. Вероятно, в это время поменял фамилию (свою и родственников) на Савинченко.

Сельской власти надлежало исправить перегибы, допущенные по отношению к крестьянам-середнякам во времена «военного коммунизма». Такой перегиб имел место и в семье Савинченко: его отец запахал тогда у своего соседа одну или две десятины земли, пользуясь правом семьи красноармейца. И вот теперь его сыну, краснознаменцу и партийцу, предстояло вернуть эту десятину соседу-хозяину, признанному середняком. Реакция на это решение оказалась мгновенной — Наум Васильевич в знак протеста заявил о несогласии с новой экономической политикой и о своем выходе из ВКП(б).
.
В 1923 году вступил в ВКП(б) заново. Учился в школе крестьянской молодежи. С 1927 года на педагогической работе, был назначен заведующим Канской совпартшколой, преподавал в ней историю ВКП(б). В 1929 году направлен в Академию коммунистического воспитания, окончил её в 1932 году. Работал в МГУ с 1938 года.
Специализировался в области истории РСДРП-РКП(б)-ВКП(б)-КПСС, читал курс истории ВКП(б). Кандидат исторических наук (1947, тема диссертации «Разработка новой программы большевистской партии в период Октябрьской социалистической революции»). Доцент (1947).
Студент истфака, впоследствии профессор, директор Государственного исторического музея К. Г. Левыкин вспоминал:

У нас много лет общий курс лекций по основам марксизма-ленинизма, а позже — по истории ВКП(б) и КПСС читал один из лучших лекторов по этому предмету — Наум Васильевич Савинченко. Мы встретились с ним в 1950/1951 учебном году на первой его лекции в Ленинской аудитории, увидели, услышали и в конце лекции наградили дружными аплодисментами за интересный рассказ … лектор никогда не заглядывал в конспект. Однако в правом кармане его пиджака всегда была тонкая ученическая тетрадка. Иногда, когда ему надо было что-то процитировать, он каким-то особым артистическим жестом вынимал её, театрально раскрывал какую-то страницу и, держа тетрадку в правой руке, не глядя в неё, произносил точно, слово в слово, нужную цитату, тут же сообщая имя автора, название цитируемой статьи, время и место её публикации. Потом тем же жестом тетрадка отправлялась в тот же карман. Говорил он негромко, но не монотонно, не бубнил, а играл своим голосом, как это могут делать только актёры. Он интриговал нас неожиданностью того, что хотел сказать как бы доверительно, только для нас. Этой игрой голоса он укрощал нас в самом начале лекции, когда аудитория ещё не уселась, не успокоилась. Мы все были заняты приготовлением к конспектированию и вдруг видели, что лектор что-то говорит, когда шум в аудитории ещё не стих. А лектор, красивый мужчина, хотя и невысокого роста, с красивой прической из седых волос, в опрятном костюме, все продолжал шевелить губами, не усиливая своего голоса, не срываясь, без назидания, без призывов «прекратить шум». И аудитория будто бы замирала. Мы слышали грамотную, чистую русскую речь высокообразованного интеллигента. Позже я неоднократно слышал, как Наум Васильевич делал справедливые замечания молодым преподавателям, да и студентам, за неправильно произнесенное русское слово, за неправильно истолкованный его смысл, за вульгаризацию сложных научных терминов и понятий.
По взглядам — последовательный ортодокс-сталинист. 

Я вспоминаю … реплику … Наума Васильевича Савинченко, когда при обсуждении курсовой работы его пытливая ученица Света Сергиенко упрекнула своего товарища по группе в недостаточном использовании архивных материалов. Он раздраженно заметил ей: «Ну что же, вы думаете, что какая-нибудь архивная бумажка сможет изменить что-либо в политике партии?»
По поводу выселения калмыков К. Г. Левыкин вспоминал:

Я долго размышлял над этими вопросами, но согласовать действия, предпринятые в 1943 и 1944 годах, с усвоенными из уроков истории в советской школе принципами не мог. В этом мне не помогли разобраться даже мои учителя в Московском государственном университете, когда я, став студентом, обратился к ним со своими сомнениями. Помню, что Наум Васильевич Савинченко, профессор и заведующий кафедрой истории КПСС, только успокоил мою и свою совесть ссылкой на ленинский тезис о том, что только идея диктатуры пролетариата имеет абсолютное значение в борьбе за революционное социалистическое преобразование общества. А всё остальное, что ей противоречит, должно быть решительно преодолено, отброшено, в том числе и национальный вопрос, если он вступает в противоречие с основной идеей революции.
В 1955 году был снят с должности секретаря парткома исторического факультета МГУ в связи с судебным приговором младшему сыну Сергею.
В 1956 году 

большой шум вызвала статья [Э. Н.] Бурджалова «О тактике большевиков в марте-апреле 1917 года», где Бурджалов показал, что Сталин вместе с Каменевым весной 1917 г. выступал против курса Ленина на социалистическую революцию. … Исторический факультет МГУ был одним из тех учреждений, где на Бурджалова нападали особенно яростно. Помню одно из таких собраний, где обвинители Бурджалова, заведующий кафедрой истории КПСС профессор Н. В. Савинченко и доцент той же кафедры П. Н. Патрикеев, буквально исходили злобой, доказывая, что в изучении истории нужно руководствоваться «партийностью», а не чем-либо другим.
В 1957—1958 гг. на историческом факультете МГУ развернулась дискуссия о «средних слоях». В 1957 году была арестована группа аспирантов и молодых преподавателей факультета (группа аспиранта кафедры истории КПСС Льва Краснопевцева), которые создали «ревизионистский» кружок, проводя политические дискуссии, распространяя официально не одобренные работы по советской истории и листовку с требованиями широкой народной и партийной дискуссии, суда над сообщниками Сталина, права на забастовку, усиления роли советов.

…пружиной публичного конфликта становится противостояние кафедры истории КПСС, во многом остающейся бастионом сталинской партийной ортодоксии, и кафедры новой и новейшей истории, которая объединяет специалистов по истории зарубежных стран, владеющих иностранными языками. О том, что иностранный язык — отнюдь не нейтральный культурный навык, свидетельствует убеждение заведующего кафедры истории КПСС Наума Савинченко: «Те, кто знает иностранные языки, — потенциальные шпионы».

Конфликт находит точное соответствие в политическом напряжении между «детьми XX съезда» и «сталинистами», при том, что последние в тот момент получают преимущество в партбюро факультета.

Заведующий кафедрой истории КПСС (1958—1982) исторического факультета, с 1961 года — профессор. Подготовил свыше 30 кандидатов исторических наук, являлся председателем секционного Учёного совета по истории КПСС МГУ. 
Известен критическим выступлением о фильме Юлия Карасика «Шестое июля» (1968) и призывом к ужесточению цензуры:

Основное содержание кинофильма «Шестое июля» состоит в том, что в нём выдвинуты напоказ злейшие враги Советской власти — мятежники, «левые» эсеры. Они показаны активными, деятельными, решительными, страстными и… бескорыстными… Эсеры — инициаторы события. Поэтому в картине они занимают ведущее место. Они наступают. Наступают активно, энергично, по всем линиям. Наступают в своих страстных, бичующих, прямо-таки уничтожающих Ленина и большевиков речах, наступают войсками и добиваются больших успехов. … В фильме о 6 июля благодаря странной интерпретации событий Советская власть держится на волоске: только чудом Данишевский прорывается сквозь многочисленные патрули мятежников, мчится в Латышскую дивизию и приводит её для борьбы с эсерами. Получается, что только случайность спасает большевиков и Советскую власть. Такая трактовка события перекликается с выводами буржуазных фальсификаторов истории, считающих случайным явлением сам факт завоевания власти рабочим классом в октябре 1917 года. … Ложный замысел фильма и привел к тому, что инициаторы события показаны крупным планом, яркими красками, запоминающимися образами. Представители эсеров изображены в очень выгодном свете: что ни деятель, то художественный тип. … А типы большевиков как-то принижены; Дзержинский, железный нарком, гроза контрреволюции, так и остался в плену у эсеров. Судьба его плачевна; ни один молодой зритель даже не подумает следовать совету Владимира Маяковского — делать жизнь с Дзержинского. … В фильме же «Шестое июля» В. И. Ленин — добрый и гуманный человек, но не энергичный, а какой-то вялый, будто растерянный: о нём не скажешь, что он к врагу вставал «железа тверже». … На наш взгляд, все это свидетельствует о неправильном идейном содержании кинокартины «Шестое июля». Её создатели, видимо, забыли об указании В. И. Ленина о необходимости партийного контроля за кинокартинами".
Награждён орденами Ленина, Красного Знамени и грамотой реввоенсовета Республики, Октябрьской Революции, Красной Звезды, 6-ю медалями. Савинченко вручены грамоты министерств высшего и среднего специального образования СССР и РСФСР. Лауреат премии им. М. В. Ломоносова II степени в составе авторского коллектива за работы «Из истории революционной и государственной деятельности В. И. Ленина» (под ред. Е. Н. Городецкого и Д. К. Шелестова), «В. И. Ленин и некоторые вопросы партийного строительства» (под ред. Н. В. Савинченко) (1960).

### Семья
Сыновья — Владимир (1933—1984, геолог) и Сергей (р. 1938). Дочери — Нинель (р. 1928, кандидат филологических наук, защитила в 1956 году диссертацию по прозе Некрасова) и Ольга (1943—1990 кандидат исторических наук).
Брат — Дмитрий, тракторист, потом лётчик. Сестра — Полина, госслужащая.

## Сочинения
- Аграрная программа большевиков в русской революции 1905—1907 гг. — М.: Издательство Московского университета, 1960. — 23 с.
- Начало первой буржуазно-демократической революции в России: III съезд РСДРП : Книга В. И. Ленина «Две тактики социал-демократии в демократической революции» (соавт. — В. Е. Смирнов). — М.: Изд-во Московского университета, 1960. — 50 с.
- Партия большевиков в период двоевластия (соавт. — В. Е. Смирнов). — М.: Изд-во Московского университета, 1960. — 50 с.
- Ленинские идеи живут и побеждают. Сборник статей / Отв. ред. Н. В. Савинченко. — М.: Изд-во Московского университета, 1970. — 394 с.
- О фильме «Шестое июля» (соавт. — А. И. Широков) // Огонёк. 1970. № 13.